# Euriphene gnidia
Euriphene gnidia är en fjärilsart som beskrevs av Fabricius 1782. Euriphene gnidia ingår i släktet Euriphene, och familjen praktfjärilar. Inga underarter finns listade i Catalogue of Life.